# Rupert Allan Willis
Rupert Allan Willis (24 de diciembre de 1898, Yarram, Victoria, Australia - 26 de marzo de 1980, Birkenhead, Merseyside, Inglaterra) fue un médico australiano especializado en anatomía patológica que realizó a lo largo de su vida importantes estudios sobre el cáncer. Su libro sobre la metástasis tuvo gran impacto en trabajos posteriores. Para redactarlo se basó en varios cientos de autopsias, una revisión crítica de la literatura e inteligentes deducciones patológicas.

## Biografía
Nació el 24 de diciembre de 1898 en Yarram, Victoria, Australia, sus padres fueron Benjamin James Willis y Mary Elizabeth Giles. Estudió medicina en la Universidad de Melbourne. En 1924 contrajo matrimonio y se trasladó a Lilydale, Tasmania, donde ejerció como médico de familia y realizó estudios histológicos en tejidos de animales. En 1935 obtuvo el premio de investigación David Syme otorgado por la Universidad de Melbourne.

## Publicaciones
- R. A. Willis: Spread of tumours in the human body. J. & A. Churchill, 1934
- R. A. Willis: Teratomas. National Academies, 1951
- R. A. Willis: The pathology of the tumours of children. Oliver and Boyd, 1962
- R. A. Willis: Pathology of tumours. Butterworths, 1967